# Oni (folclore)

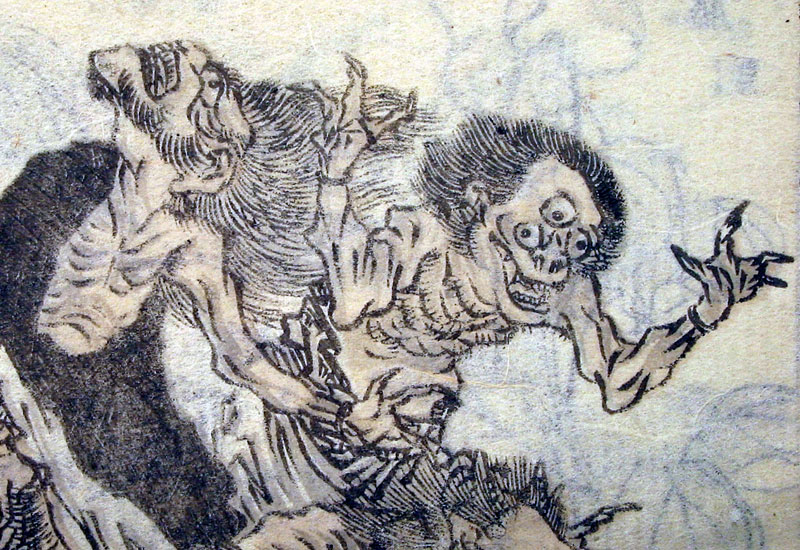
Due oni nel dettaglio di una stampa giapponese di Katsushika Hokusai

Gli oni (鬼?) sono creature mitologiche del folclore giapponese, simili ai demoni e agli orchi occidentali. Sono personaggi popolari dell'arte, della letteratura e del teatro giapponesi.
In base alle caratteristiche delle credenze gli oni possono essere classificati in tre tipi principali: 
- portatori di disastri, morte e pestilenze, inizialmente era considerato un essere invisibile
- demoni associati a persone emarginate, stranieri, popolazioni indigene ribelli, gente alla deriva in Giappone, artisti itineranti, taumaturghi religiosi, ribelli, pirati e montanari
- demoni che possono essere visti nelle osservanze attuali dei riti di Shushōue e Shunie.[1]

## Aspetto

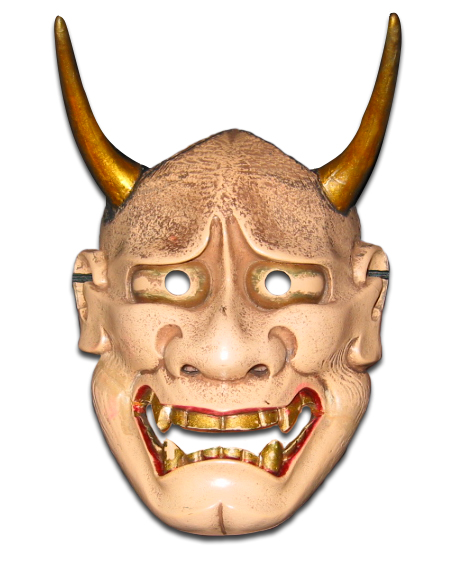
Maschera raffigurante un Hannya, una categoria di oni

I ritratti degli oni variano notevolmente tra loro, ma normalmente vengono descritti come creature giganti e mostruose, con artigli taglienti, capelli selvaggi e due lunghe corna sulla testa.
Sono fondamentalmente umanoidi ma occasionalmente sono ritratti con caratteristiche innaturali, per esempio con molti occhi o dita delle mani e dei piedi sovrannumerarie. La loro pelle può essere di colori diversi, ma quelli più comuni sono rosso, blu, nero, rosa e verde. Il loro aspetto feroce viene spesso accentuato dalla pelle di tigre che tendono ad indossare e dalla mazza ferrata da loro favorita, detta kanabō (金棒?). Questo modo di immaginarli ha generato l'espressione oni con la mazza ferrata (鬼に金棒?), cioè "invincibile" o "imbattibile". Tale espressione può anche essere usata nel senso di "forte oltre i forti" o in quello di migliorare o incrementare le proprie capacità naturali mediante l'uso di un attrezzo.

## Origini del comportamento

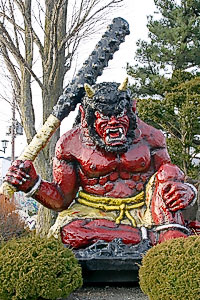
Una statua di un oni che maneggia una mazza ferrata

Nelle prime leggende gli oni, come per esempio in quella della ragazza del pozzo, erano creature benevole ritenute capaci di tenere alla larga spiriti maligni, malvagi e malevoli e di punire i malfattori.
Durante l'era Heian il Buddhismo giapponese, che aveva già importato una parte della demonologia indiana (rappresentata da figure come i kuhanda, gaki e altri), incorporò queste credenze chiamando queste creature  aka-oni ("oni rosso") e ao-oni ("oni blu") e facendone i guardiani dell'inferno o torturatori delle anime dannate. Alcune di queste creature erano riconosciute come incarnazioni di spiriti shinto.
Con il passare del tempo la forte associazione degli oni con il male contagiò il modo in cui venivano percepite queste creature e vennero a essere considerate come portatori o agenti delle calamità. I racconti popolari e teatrali iniziarono a descriverli come bruti stupidi e sadici, felici di distruggere. Si disse che gli stranieri e i barbari fossero oni. Oggigiorno sono variamente descritti come spiriti dei morti, della terra, degli antenati, della vendetta, della pestilenza o della carestia. Non importa quale sia la loro essenza, gli oni odierni sono qualcosa da evitare e da tenere a bada.
Fin dal X secolo gli oni sono stati fortemente associati con il nord-est (kimon), particolarmente nella tradizione detta onmyōdō di origine cinese. I templi sono spesso orientati verso questa direzione per prevenirne gli influssi nefasti e molti edifici giapponesi hanno indentazioni a forma di "L" in questa direzione per tenere lontani gli oni. I templi Enryakuji, sul Monte Hiei a nord-est del centro di Kyōto e Kaneiji, che erano collocati a nord-est delle dimore imperiali, ne sono un esempio. La capitale giapponese stessa fu spostata verso nord-est da Nagaoka a Kyōto nell'VIII secolo.
Alcuni villaggi tengono cerimonie annuali per tenere lontani gli oni, specialmente all'inizio della primavera. Durante la festa del Setsubun la gente scaglia fagioli di soia fuori dalle case gridando «Oni wa soto! Fuku wa uchi!» ("Oni fuori! Fortuna dentro!"). Questa pratica, denominata mamemaki, viene effettuata lanciando anche direttamente i fagioli contro una persona mascherata proprio da Oni, in luoghi come scuole, aziende od in famiglia. Secondo un'altra tradizione di origine taoista si ritiene che alcuni oni possano fare delazioni alle divinità sui peccati dell'uomo, perciò la nota rappresentazione delle tre scimmie che «non vedono, non sentono e non parlano» (con un gioco di parole in giapponese: «mizaru, kikazaru, iwazaru») ha valore talismanico perché impedirebbe a questi spiriti di agire malevolmente. Rimangono comunque alcune vestigia dell'antica natura benevola degli oni. Per esempio uomini in costume da oni conducono spesso le parate giapponesi per tenere lontana la sfortuna. Gli edifici giapponesi a volte includono tegole del tetto con la faccia da oni per tenere lontana la sfortuna, in maniera simile ai gargoyle della tradizione occidentale. Nella versione giapponese del gioco nascondino il giocatore che sta sotto è invece chiamato "l'oni".

## Le radici storiche degli oni
È stato ipotizzato che gli oni non siano altro che una trasfigurazione degli Emishi e degli Ainu. Si sa che i giapponesi consideravano gli Ainu esseri animaleschi a causa delle caratteristiche fisiche differenti e della forte pelosità, caratteristiche fisiche che ancora manifestano. Nelle leggende infine gli oni furono sconfitti, un'eco nell'iconografia popolare delle guerre di sterminio che i giapponesi condussero per secoli contro gli Ainu e gli Emishi.
("Designing with Kanji: Japanese Character Motifs for Surface, Skin & Spirit", Shogo Oketani, Leza Lowitz, 2003)
("Wearing Cultural Styles in Japan: Concepts of Tradition and Modernity in Practice", Christopher S. Thompson, 2012)

## Nella cultura moderna
Nel Giappone contemporaneo gli oni sono, ormai, solo i protagonisti delle filastrocche per bambini e delle storie folkloristiche e rappresentano quello che in occidente è raffigurato come l'orco delle favole di Pollicino o di Jack e la pianta di fagioli, ovvero divoratori di innocenti.
Nella letteratura, e in particolare negli anime e nei manga, essi hanno assunto un ruolo molto importante e diverse opere li hanno come protagonisti o personaggi secondari.
Uno dei personaggi più importanti ispirati alla figura degli oni è Lamù dell'omonimo manga di Rumiko Takahashi. Oltre alla protagonista, sono ispirati a questa figura tutti i personaggi provenienti dal suo pianeta, come i suoi genitori, Ten e Rei.
È da ricordare la vicenda de Il sigillo azzurro (1991-1994) della mangaka Chie Shinohara che ha come protagonista proprio la Regina degli oni, Rago, risvegliatasi dal suo sonno millenario. La Regina degli oni della vicenda è differente per quanto riguarda le caratteristiche fisiche dallo stereotipo della cultura del sol levante: è infatti molto bella (gli oni sono in genere rappresentati con fattezze orribili) e possiede un solo corno al centro della fronte anziché due laterali; divora gli esseri umani, ma possiede anche poteri sovrannaturali.
Un altro manga dedicato agli oni è Shutendoji di Gō Nagai. Il titolo dell'opera rimanda alla leggenda di un oni dallo stesso nome, anche se scritto con caratteri diversi, ma omofoni. altro manga di go nagai, in cui gli Oni sono protagonisti, la serie di getter robot G e getter robot re:model.
Gli Oni appaiono anche in Dragon Ball Z di Akira Toriyama, qui appaiono a tenere d'occhio i defunti risiedenti all'Inferno venendo, in un'occasione, sopraffatti dai dannati o a fare da assistenti a Re Yammer smistando le anime dirette in Paradiso e all'Inferno o portandogli i documenti. Nella serie animata due di loro si trovano anche a sfidare il protagonista Son Goku con in palio l'uscita dall'Inferno, in cui era finito per errore. Nella prima serie, invece, il personaggio di Olong si trasforma in un Oni durante un flashback per terrorizzare gli abitanti di un pacifico villaggio presso cui viveva.
In Yu degli spettri di Yoshihiro Togashi sono invece rappresentati più come impiegati di un'azienda, o come affermato dal protagonista Yusuke Urameshi, lavoratori della Borsa di Wall Street. Uno di loro, nella serie animata, viene mostrato spesso in gag con Koenma.
Appaiono inoltre in un episodio di Inuyasha, quando la sacerdotessa Tsubaki decide di utilizzare il grande frammento della sfera dei quattro spiriti per chiamare dentro di sé, appunto, un Oni, creatura della quale la sacerdotessa prende le sembianze.
Queste creature appaiono anche nella terza stagione di Teen Wolf.
Gli stessi Oni sono presenti nel reboot del videogioco Tomb Raider e fanno parte della Guardia Tonante, servitori della Regina del Sole Himiko.
In un episodio di Doraemon Gian, per mezzo del ciusky berretto creacose, fa apparire tre statue della madre, una delle quali la rappresenta come un Oni.
Nel videogioco Touhou Project, tre dei personaggi principali, Suika Ibuki, Yuugi Hoshiguma e Kasen Ibaraki, sono Oni dall'aspetto umanoide. Come nella mitologia giapponese, sono piuttosto rozze ed amano bere e lottare. Una di loro, Suika Ibuki, è anche in grado di cambiare dimensioni a suo piacimento.
Appaiono anche in una missione del manga Gantz di Hiroya Oku, all'inizio hanno forma umana ma in seguito mutano in una forma simile a quella descritta nel folklore giapponese.
Nel videogioco Yo-kai Watch, sono presenti gli Oni, mostri da cui bisogna fuggire.
Nel videogioco Ao Oni, l'antagonista principale è, come da titolo del gioco, un Oni blu.
Nel videogioco Dead by Daylight, è stato aggiunto un killer, un Oni di nome Kazan Yamaoka, dal DLC “Cursed Legacy”. Il personaggio possiede molti aspetti dell’Oni tradizionale quali il kanabo e la maschera Hannya.
Nel videogioco Overwatch, uno dei personaggi giocabili ha una skin Oni con la famosa maschera Han'nya.
Nel videogioco Phasmophobia, è una delle entità presenti.
Nel videogioco Genshin Impact, uno dei personaggi giocabili, Arataki Itto, è un oni. Il personaggio presenta alcuni aspetti dell'oni tradizionale come la maschera Han'nya, la mazza chiodata e le corna.
Compaiono anche in Toriko sotto forma di demoni dell'appetito dentro il corpo del protagonista e mostrandosi come auree di combattimento.
Nel manga di Koyoharu Gotouge Demon Slayer - Kimetsu no yaiba gli Oni sono delle creature maligne che per nutrirsi mangiano gli esseri umani. Durante la serie si fa la conoscenza di due Oni che, dopo aver purificato i loro corpi dall'essenza maligna che li possedeva e averli modificati, riescono a nutrirsi bevendo piccole quantità di sangue, evitando così di uccidere degli innocenti.
Nella serie Ninjago:Master of Spinjitsu, più precisamente nelle stagioni 8 e 9, vi sono dei riferimenti agli Oni (e ai loro artefatti, come le tre maschere Oni) come figure primordiali dotati del potere della distruzione, in eterna lotta con la controparte dei Draghi, dotati del potere opposto della creazione. Nella stagione 10, sono i principali antagonisti.
Nel film Bullet Train il personaggio Morte Bianca, interpretato da Michael Shannon,  indossa una maschera da oni in alcuni flashback.
Nel manga Togen Anki - Sangue maledetto di Yura Urushibara il protagonista Ichinose Shiki scopre di essere un Oni a seguito di un tentato assassinio.